# Matej Gaber

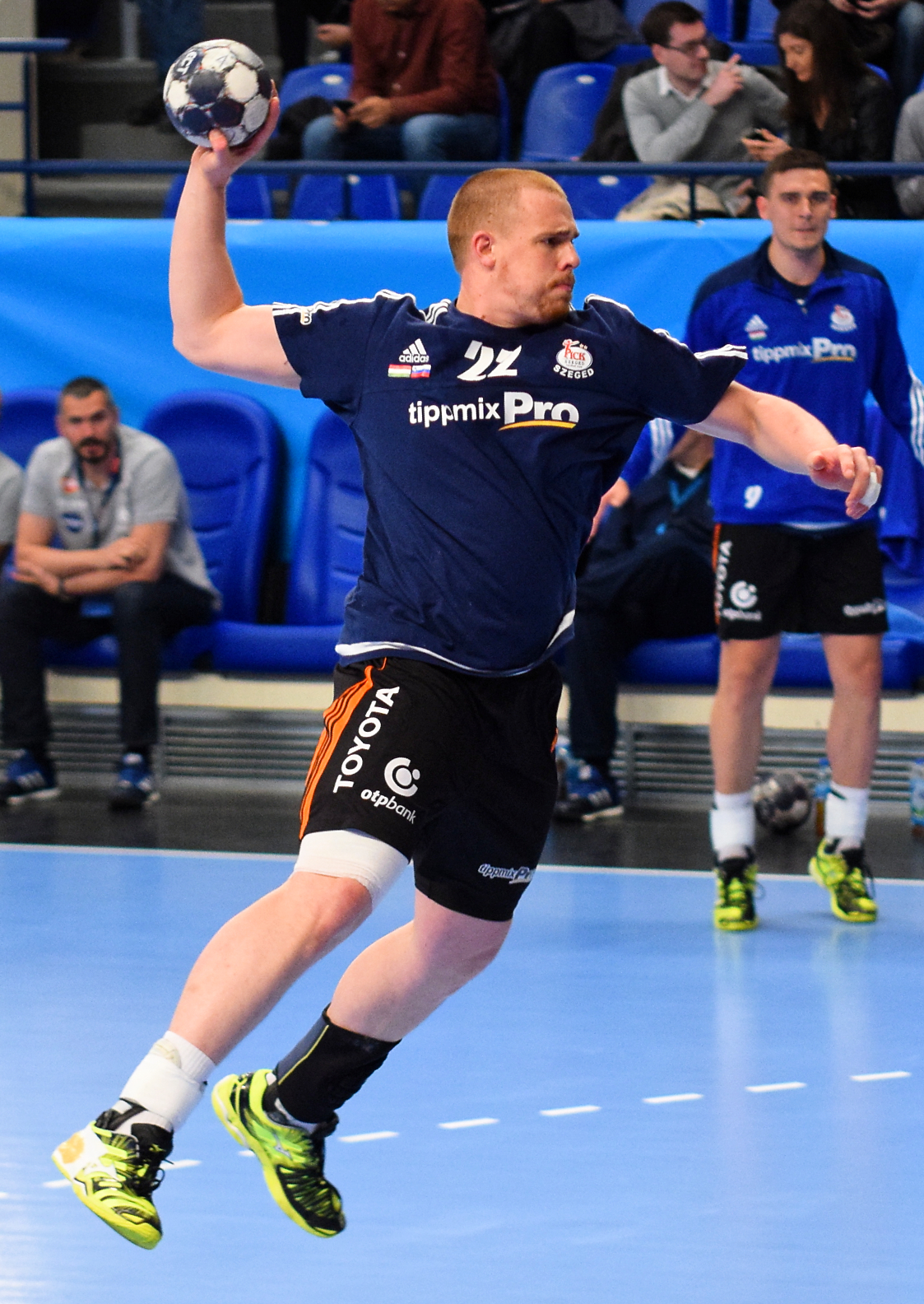
Rencontre de quart de finale de la ligue des champions 2016-17 entre le PSG et Pick Szeged. A Coubertin, le 29 avril 2017.

Matej Gaber, né le 22 juillet 1991 à Kranj, est un joueur de handball slovène évoluant au poste de pivot au HBC Nantes. 

## Biographie
Le parcours en club de Matej Gaber est très lié à celui de Jure Dolenec. Tous deux formés au RD Merkur Škofja Loka, ils rejoignent en 2011 un autre club slovène, le Gorenje Velenje, avec lequel ils remportent deux titres de Champion de Slovénie.
En 2013, ils prennent tous deux la direction du Montpellier Handball. En quatre saisons, il dispute 100 matchs et marque 399 buts en Championnat de France et remporte la Coupe de la Ligue à deux reprises en 2014 et 2016 et la Coupe de France en 2016. En 2014, il atteint également la finale de la Coupe EHF.

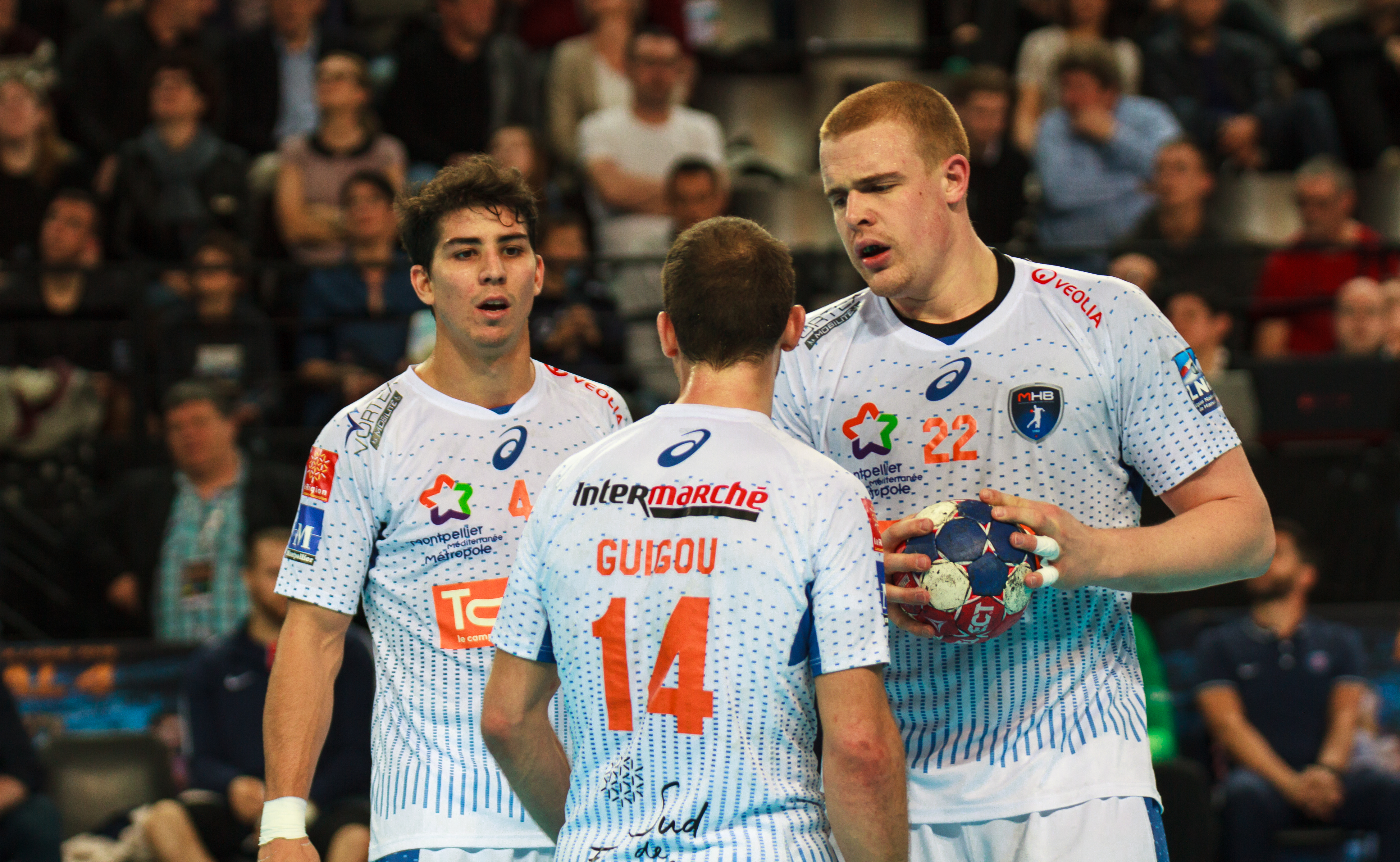
En 2014 sous le maillot du Montpellier Handball aux côtés de Diego Simonet et de Michaël Guigou.

En 2016, leur chemin se séparent lorsque Gaber rejoint le club hongrois du SC Pick Szeged.

## Palmarès

### En club
compétitions internationales
- finaliste de la Coupe EHF en 2014

compétitions nationales
- Vainqueur de la champion de Slovénie (1) : 2012 et 2013
- Vainqueur de la Coupe de la Ligue française (2) : 2014, 2016
- Vainqueur de la Coupe de France (1) : 2016

### En sélection
Championnats du monde
- 8e place au Championnat du monde 2015
- Médaille de bronze au championnat du monde 2017

Jeux olympiques
- 6e place aux Jeux olympiques de 2016